# SWAT Kats: The Radical Squadron
SWAT KATS: The Radical Squadron (conocida simplemente como Swat Kats en español) es una serie animada de la compañía Hanna-Barbera creada por Christian e Yvon Tremblay, fue emitida desde 1993 hasta 1995, año en que se canceló sin una razón clara aunque numerosos factores como el contenido de violencia, la baja comercialización de sus productos asociados y el creciente desinterés por la serie han sido citados. Tuvo 23 episodios, los dos últimos divididos en dos, conformando un total de 25 episodios transmitidos individualmente, tres sin terminar, dos en etapa conceptual y un especial en 1994.
La historia de los Swat Kats se lleva a cabo en una ciudad ficticia llamada Megakat, una ciudad tipo Nueva York, donde sus habitantes son gatos antropomórficos denominados "kats", que viven en una sociedad similar a la humana, con delincuencia, política, economía y gobierno.

## Historia
Dos amigos, Chance "T-Bone" Furlong y Jake "Razor" Clawson, son Kats pilotos de avión y eran integrantes de las fuerzas especiales de la ciudad de Megakat, los "Enforcers" (o "Refuerzos" en español), una agencia policial con recursos militares.
Un día en plena persecución de un supervillano que se hace llamar Dark Kat, los dos agentes rebeldes ignoraron la orden de Ulisses Feral, el comandante en jefe de los Enforcers. El severo dirigente les ordenó retroceder y dejar la situación en manos de él a costa de no alcanzar al villano. Por desobedecerlo, Feral persigue el avión de los dos agentes quienes ya tenían a Dark Kat en la mira para destruirlo, pero pierden el control suscitando como resultado la destrucción del cuartel general de los Enforcers, mientras Dark Kat escapa. Los dos cadetes salieron ilesos luego de este acontecimiento, sin embargo Feral los da de baja del escuadrón aéreo de las fuerzas especiales y son reasignados a un depósito de chatarra en las afueras de Megakat City, en donde se les informa que trabajarán hasta que paguen los daños que causaron al cuartel, en general por su destrucción, por lo que pasarán muchos años confinados en ese lugar.
No obstante, aún con la meta de vengarse de Dark Kat por lo que les hizo pasar y enseñarle a Feral que son piezas valiosas para combatir el crimen, sacan provecho del depósito de chatarra, usando partes militares de desecho y armas para construir el poderoso Turbokat, un avión de combate de tres turbinas que se asemeja a un Grumman F-14 Tomcat con la configuración de cola de un F 18 Super Hornet y equipado con un sistema de aterrizaje vertical tipo Harrier de última generación. Asimismo se equipan con otros vehículos como la Cyclotron, una motocicleta construida dentro de la nave que es capaz de impulsarse blindada con la forma de un misil, un vehículo taladro mecánico, un vehículo de asalto anfibio con función submarina entre otros que pueden llevar dentro del Turbokat dependiendo de la misión. Inclusive la grúa que comúnmente usan para remolcar vehículos con problemas mecánicos la transforman en una camioneta artillada, como una versión terrestre del Turbokat, así como un enorme y variable arsenal de armas personalizadas por los mismos Swat Kats que van desde pistolas y escopetas láser, esto con el objetivo de patrullar Megakat City como vigilantes al margen de la ley. Con pañuelos negros atados sobre sus cabezas que cubren sus ojos a modo de antifaz y vistiendo uniformes de piloto rediseñados en color rojo y azul, siempre están defendiendo a la ciudad de amenazas que son muy peligrosas de controlar por el mismo escuadrón de las fuerzas especiales.
En la primera temporada ambos pierden el Turbokat en un derribo acertado por las fuerzas del mal que se aliaron para destruirlos, sin embargo los villanos son derrotados y los Swat Kats se anotan un triunfo, por esa razón y el rescate, Callie hace que la ciudad les pague la reconstrucción y reparación de su avión.
En la segunda temporada se une otro aliado además de Callie, la teniente Felina Feral, sobrina del comandante. En un principio también cree que los Swat Kats son villanos, pero después de que ella descubre cómo es que salvan la ciudad los comienza a ayudar de manera encubierta, pudiéndose decir que ahora tienen a un contacto en los Enforcers. Simultáneamente ella tiene simpatía por Chance en cierto modo.

## Personajes

### Principales
- Chance Furlong / T-Bone: creciendo en la ciudad de Megakat, Chance Furlong fue influenciado en una edad temprana por los cómics que leía, deseando ser uno de los buenos sujetos en un mundo donde abunda el crimen. La ocasión llegó y su sueño se hizo realidad en los Enforcers, haciéndose piloto en el escuadrón de caza. Desafortunadamente, la situación no era como él había esperado que fuera. Junto a su compañero Jake, tuvieron que seguir las regulaciones, los protocolos y una jerarquía, algo que no satisfizo absolutamente el gusto de Chance. A menudo se considera el mejor piloto de Megakat City. Sus habilidades para el vuelo en el Turbokat son casi legendarias. Cuando T-Bone no vuela es un combatiente excelente también, prefiere un estilo más directo como cualquier arte marcial complejo.

- Jake Clawson / Razor: al principio fue un artillero en el escuadrón de caza de los Enforcers, después ayudó a Chance Furlong a ser piloto. Los dos se hicieron buenos amigos y decidieron ser compañeros en misiones. Jake tiene una personalidad algo tranquila y casi pasiva (incluso tímido). Pero cuando se convierte en Razor es totalmente lo contrario, sin temor ni resentimientos contra el mal. Es un experto en artes marciales, en computación e ingeniería técnica y es un excelente tirador, Razor proporciona a menudo las tácticas y la precisión del equipo.

- Calico 'Callie' Briggs: es la representante del Alcalde de Megakat City, una diputada municipal que se ocupa de preparar las labores administrativas para el alcalde, desde inauguraciones en la ciudad hasta resoluciones de indultos por cumplimientos de condena. Es el contacto de los Swat Kats y tiene un transmisor con el cual se comunica con los héroes cuando hay problemas. Si bien es muy femenina, no es débil y en ocasiones, aunque es una dama en peligro, ha sido la que les termina salvando el pellejo a los Swat Kats. Tanto T-Bone como Razor parecen estar enamorados de ella pero en realidad Callie ignora esto, sin embargo ha mostrado cierto interés por Jake aunque ignora que Razor y Jake son la misma persona.

- Alcalde Manx: es la máxima autoridad de Megakat City, es un tanto mañoso como todo político y a la vez cobarde, pero no es malo, solo persigue sus conveniencias. En ocasiones ha prometido a los Swat Kats darles su propio día, en honor a las veces que han salvado tanto su vida como a Megakat City, pero por supuesto es solo una forma de ser políticamente correcto, más nunca se ha concretado. En varios capítulos es visto tratando de acercar a inversionistas japoneses a la Torre Megakat, pero la torre siempre es destruida por los supervillanos o por los Swat Kats.

- Comandante Ulysses Feral: es el comandante en jefe de la policía de Megakat City y de las fuerzas especiales militares los Enforcers. Es duro y muy disciplinado aunque a veces con tal de mantener el orden es obstinado y en más de una ocasión ha sido el motivo por el cual los supervillanos han escapado interponiéndose entre los Swat Kats. Tiene un alto sentido del deber y la justicia pero insiste en que los Swat Kats son una amenaza para la seguridad. Sin embargo ha colaborado con ellos para superar las adversidades.

- Teniente Felina Feral: es la necia y habilidosa sobrina del Comandante Feral, y como él, tiene un alto sentido del honor y la justicia, por ello se unió a los Enforcers, siendo un as como piloto y soldado. Es impetuosa y testaruda, aunque a diferencia de su tío, ella acepta a los Swat Kats y les ayuda a superar problemas. Es conocida por ser diestra con las armas y defensa personal y aparentemente le agrada mucho T-Bone.

- Abby Cynean: es una paleontóloga y científica del museo de Megakat City, ella es la que normalmente asesora a nuestros héroes y a la asistente del alcalde cuando se trata de asuntos históricos o relacionados con la antigüedad, como el caso del piloto que tiene un rencor con la familia del Alcalde Manx.

### Enemigos
- Dark Kat: su origen y su verdadero nombre son desconocidos. Es el criminal más peligroso de Megakat. Usando su intelecto y recursos, Dark Kat quiere ser el líder de su propio imperio criminal para destruir Megakat City y reconstruirla bajo su control. Posee unas criaturas parecidas a dragones alados llamadas Creeplings, también de origen desconocido.

- Dr. Viper: originalmente era un bioquímico de la Megakat Biochemical llamado Elrod Purvis que robó una fórmula por avaricia y la usó para beneficio propio, pero un accidente con la fórmula "Mutagen 368" lo transformó en un monstruo reptil con apariencia de lagarto. Esta fórmula lo trastornó convirtiéndolo en el Dr. Viper. Capaz de crear mutaciones con animales, plantas o con habitantes de Megakat City.

- Pastmaster (El Amo del Pasado): este antiguo gato hechicero es un muerto viviente, ataviado con una túnica, capaz de controlar el tiempo se convirtió en una amenaza inmediatamente, puede abrir portales del tiempo que usa para viajar o invocar criaturas de otras épocas que estén a su mando. Es una de las más grandes amenazas por su naturaleza destructiva.

- Madkat: se llamaba Lenny y vivía en el asilo de Megakat pero un día decidió escaparse y en una tienda de objetos antiguos, encontró una caja musical poseída con la que se fusionaría al examinarla y se convertiría en MadKat. Era un ser con grandes cantidades de magia, capaz de crear los más temibles conjuros que Megakat City haya visto, podía crear objetos, modificarlos, o hasta transportarlos a otro lugar.

- Metallikats: llamados Molly y Mac Mange, eran jefes de una banda de gánsteres hasta que murieron al tratar de escapar de los Enforcers. Sin embargo, el Dr. Hackle encontró sus cuerpos y decidió trasplantar sus mentes en dos robots que había creado. El resultado fueron los Metallikats, robots criminales que han importunado a la ciudad con sus actos malvados. El nombre hace un guiño a la banda Metallica.

- Red Lynx (El Lince Rojo): es el fantasma con aspecto de esqueleto de un piloto aéreo que hace una alusión directa al Barón Rojo, tuvo un enfrentamiento con un ancestro del Alcalde Manx a quien busca eliminar cueste lo que cueste para vengarse de su derribo.

- Dark SWAT Kats: aparecieron en un episodio llamado "The Dark Side of the SWAT Kats". Los SWAT Kats originales viajan a otra dimensión, en donde existen otros SWAT Kats que son villanos al servicio de Dark Kat. Estos SWAT Kats perversos tienen apariencias más oscuras que los originales, un Turbokat con un diseño diferente y se detestan entre sí.

- Turmoil: es una villana parecida a la de ciertas series de anime la cual buscó dominar Megakat City desde el cielo a base de ataques aéreos, su avión principal evoca a los vistos en la Fuerza G, intentó seducir a T-Bone pero al final no resultó como esperaba y solo recibió una carta de T-Bone en la cárcel.

- Hard Drive: es un delincuente vestido con un traje tipo gabardina con componentes electrónicos que le da la capacidad de transformarse en electricidad e invadir aparatos electrónicos como computadoras, incluso robots, con los cuales realiza sus fechorías.

## Reparto
| Personaje                | Actor original  | Actor de doblaje                  |
| ------------------------ | --------------- | --------------------------------- |
| Chance "T-Bone" Furlong  | Charlie Adler   | Hugo Isaac Alvarado               |
| Jake "Razor" Clawson     | Barry Gordon    | Víctor Mares Jr.                  |
| Comandante Ulysses Feral | Gary Owens      | Isidro Olace (ep. 10 - 23)        |
| Teniente Felina F. Feral | Lori Alan       | Erika Robledo                     |
| Dr. Greenbox             | Robert Patrick  | Alejandro Abdalah (Temp. 1)       |
| Dr. Greenbox             | Robert Patrick  | Juan Zadala (ep. 23)              |
| Calico "Callie" Briggs   | Tress MacNeille | Gladys Parra                      |
| Alcalde Manx             | Jim Cummings    | Víctor Mares (Temp. 1)            |
| Alcalde Manx             | Jim Cummings    | Juan Zadala (ep. 14-15)           |
| Alcalde Manx             | Jim Cummings    | Guillermo Romano (ep. 16-23)      |
| Dra. Abby Sinian         | Linda Gary      | Angelines Santana (Temp. 1)       |
| Ann Gora                 | Candy Milo      | Angelines Santana                 |
| Johnny K                 | Mark Hamill     | ¿?                                |
| Rex Shard                | John Vernon     | Jesús Brock                       |
| Pastmaster               | Keene Curtis    | Alejandro Abdalah                 |
| Mutilor                  | Michael Dorn    | Alejandro Abdalah                 |
| Morbulous                | Jim Cummings    | Alejandro Abdalah                 |
| Dark Kat                 | Brock Peters    | Jesús Brock                       |
| Dark Kat                 | Brock Peters    | Guillermo Romano (un cap.)        |
| Doctor Viper             | Frank Welker    | Isidro Olace (un.cap)             |
| Doctor Viper             | Frank Welker    | Elgar Pedrini (cap.4)             |
| Mac Mange                | Neil Ross       | Jesús Brock                       |
| Mac Mange                | Neil Ross       | Jorge García (Temp.2)             |
| Molly Mange              | April Winchell  | ¿?                                |
| Profesor Huckle          | George Hearn    | Víctor Mares                      |
| Insertos                 | N/A             | Jesús Brock Jorge García (Temp.2) |

## Episodios

### Primera Temporada
| Serie | Temp. | Título original Título en Hispanoamérica (abajo)                                | Dirigido por   | Escrito por             | Estreno en Estados Unidos |
| ----- | ----- | ------------------------------------------------------------------------------- | -------------- | ----------------------- | ------------------------- |
| 1     | 1     | «The Pastmaster Always Rings Twice» «El Amo del Pasado siempre llama dos veces» | Robert Alvarez | Glenn Leopold           | 11 de septiembre de 1993  |
| 2     | 2     | «The Giant Bacteria» «La Bacteria gigante»                                      | Robert Alvarez | Glenn Leopold           | 18 de septiembre de 1993  |
| 3     | 3     | «The Wrath of Dark Kat» «La ira de Dark Kat»                                    | Robert Alvarez | Jim Stenstrum           | 25 de septiembre de 1993  |
| 4     | 4     | «Destructive Nature» «Naturaleza destructiva»                                   | Robert Alvarez | Lance Falk              | 2 de octubre de 1993      |
| 5     | 5     | «The Metallikats» «Los Metaligatos»                                             | Robert Alvarez | Jim Stenstrum           | 9 de octubre de 1993      |
| 6     | 6     | «Bride of the Pastmaster» «La novia del Amo del Pasado»                         | Robert Alvarez | Glenn Leopold           | 16 de octubre de 1993     |
| 7     | 7     | «Night of the Dark Kat» «La noche de Dark Kat»                                  | Robert Alvarez | David Ehrman            | 23 de octubre de 1993     |
| 8     | 8     | «Chaos in Crystal» «Caos en cristal»                                            | Robert Alvarez | Lance Falk              | 30 de octubre de 1993     |
| 9     | 9     | «The Ghost Pilot» «El piloto fantasma»                                          | Robert Alvarez | Von Williams            | 6 de noviembre de 1993    |
| 10    | 10    | «Metal Urgency»                                                                 | Robert Alvarez | Lance Falk y Eric Clark | 13 de noviembre de 1993   |
| 11    | 11    | «The Ci-Kat-A» «La Cigarra»                                                     | Robert Alvarez | Glenn Leopold           | 20 de noviembre de 1993   |
| 12    | 12    | «Enter the Madkat» «El gato loco entra en acción»                               | Robert Alvarez | Glenn Leopold           | 27 de noviembre de 1993   |
| 13    | 13    | «Katastrophe»                                                                   | Robert Alvarez | Glenn Leopold           | 4 de diciembre de 1993    |

### Segunda Temporada
| Serie | Temp. | Título original Título en Hispanoamérica (abajo)          | Dirigido por   | Escrito por   | Estreno en Estados Unidos |
| ----- | ----- | --------------------------------------------------------- | -------------- | ------------- | ------------------------- |
| 14    | 1     | «Mutation City» «La ciudad mutante»                       | Robert Alvarez | Glenn Leopold | 10 de septiembre de 1994  |
| 15    | 2     | «A Bright and Shiny Future» «Un futuro brillante»         | Robert Alvarez | Glenn Leopold | 17 de septiembre de 1994  |
| 16    | 3     | «When Strikes Mutilor» «Cuando Mutilor ataca»             | Robert Alvarez | Lance Falk    | 24 de septiembre de 1994  |
| 17    | 4     | «Razor's Edge» «El filo de la navaja»                     | Robert Alvarez | Mark Saraceni | 29 de octubre de 1994     |
| 18    | 5     | «Cry Turmoil» «Vértigo»                                   | Robert Alvarez | Lance Falk    | 5 de noviembre de 1994    |
| 19    | 6     | «SWAT Kats Unplugged» «La batalla contra los rufianes»    | Robert Alvarez | Glenn Leopold | 5 de noviembre de 1994    |
| 20    | 7     | «The Deadly Pyramid» «La pirámide de Catchu Picchu»       | Robert Alvarez | Glenn Leopold | 12 de noviembre de 1994   |
| 21    | 8     | «Caverns of Horror» «Las cavernas del terror»             | Robert Alvarez | Glenn Leopold | 19 de noviembre de 1994   |
| 22    | 9     | «Volcanus Erupts!» «Volcanus»                             | Robert Alvarez | Glenn Leopold | 26 de noviembre de 1994   |
| 23    | 10    | «The Origin of Dr. Viper» «El origen del Dr. Viper»       | Robert Alvarez | Glenn Leopold | 26 de noviembre de 1994   |
| 24    | 11    | «The Dark Side of the SWAT Kats» «Los buenos y los malos» | Robert Alvarez | Jim Katz      | 10 de diciembre de 1994   |
| 25    | 12    | «Unlikely Alloys» «La esfera que se regenera»             | Robert Alvarez | Lance Falk    | 24 de diciembre de 1994   |

| #.                                                                                        | Título                             | Dirigido por   | Escrito por     | Estreno en Estados Unidos |
| ----------------------------------------------------------------------------------------- | ---------------------------------- | -------------- | --------------- | ------------------------- |
| Especial                                                                                  | «(Kats Eye News) A Special Report» | Robert Alvarez | Mickey Lawrence | 6 de enero de 1995        |
| Un clip que muestra partes de los diversos episodios de SWAT Kats listados anteriormente. |                                    |                |                 |                           |